# Dinamarca en los Juegos Olímpicos de Londres 2012
Dinamarca estuvo representada en los Juegos Olímpicos de Londres 2012 por un total de 113 deportistas que compitieron en 17 deportes. Responsable del equipo olímpico fue el Comité Olímpico Nacional de Dinamarca, así como las federaciones deportivas nacionales de cada deporte con participación.
El portador de la bandera en la ceremonia de apertura fue el piragüista Kim Wraae Knudsen.

## Medallistas
El equipo olímpico de Dinamarca obtuvo las siguientes medallas:
| Nombre                                                        | Deporte           | Competición                   |
| ------------------------------------------------------------- | ----------------- | ----------------------------- |
| Oro                                                           |                   |                               |
| Lasse Norman Hansen                                           | Ciclismo en pista | Omnium M                      |
| Mads Rasmussen Rasmus Quist                                   | Remo              | Doble scull ligero (LM2x) M   |
| Plata                                                         |                   |                               |
| Mathias Boe Carsten Mogensen                                  | Bádminton         | Dobles M                      |
| Fie Udby Erichsen                                             | Remo              | Scull Individual (W1x) F      |
| Anders Golding                                                | Tiro              | Skeet M                       |
| Jonas Høgh-Christensen                                        | Vela              | Finn M                        |
| Bronce                                                        |                   |                               |
| Joachim Fischer Nielsen Christinna Pedersen                   | Bádminton         | Dobles mixto                  |
| Kasper Jørgensen Morten Jørgensen Jacob Barsøe Eskild Ebbesen | Remo              | 4 sin timonel ligero (LM4-) M |
| Allan Nørregaard Peter Lang                                   | Vela              | 49er M                        |